# 1984 Tour
1984 Tour – szósta trasa koncertowa zespołu Van Halen, promująca album 1984. Trasa oficjalnie rozpoczęła się 18 stycznia 1984 i objęła 103 koncertów.

## Muzycy
Członkowie zespołu, którzy wzięli udział w trasie: David Lee Roth, Eddie Van Halen, Alex Van Halen, Michael Anthony.

## Daty i miejsca koncertów

### Stany Zjednoczone
- 18 stycznia 1984:  Jacksonville, FL – Jacksonville Coliseum
- 20 stycznia 1984:  Hollywood, FL – Sportatorium
- 21 stycznia 1984:  Hollywood, FL - Sportatorium
- 22 stycznia 1984:  Lakeland, FL – Lakeland Civic Center
- 24 stycznia 1984:  Little Rock, AR – Barton Coliseum
- 25 stycznia 1984:  Memphis, TN – Mid-South Coliseum
- 26 stycznia 1984:  Jackson, MS – Mississippi Coliseum
- 28 stycznia 1984:  Biloxi, MS – Mississippi Coast Coliseum
- 29 stycznia 1984:  Birmingham, AL – Birmingham Jefferson Civic Complex
- 31 stycznia 1984:  Savannah, GA – Savannah Civic Center
- 1 lutego 1984:  Charlotte, NC – Charlotte Coliseum
- 3 lutego 1984:  Greensboro, NC – Greensboro Coliseum
- 4 lutego 1984:  Roanoke, VA – Roanoke Civic Center
- 5 lutego 1984:  Charleston, WV – Charleston Civic Center
- 7 lutego 1984:  Dayton, OH – Hara Arena
- 9 lutego 1984:  Louisville, KY – Freedom Hall
- 10 lutego 1984:  Knoxville, TN – Stokely Athletic Center
- 11 lutego 1984:  Nashville, TN – Memorial Gymnasium (Vanderbilt University)
- 12 lutego 1984:  Richmond, VA – Richmond Coliseum
- 14 lutego 1984:  Charlotte, NC - Charlotte Coliseum
- 15 February 1984:  Hampton, VA – Hampton Coliseum
- 17 lutego 1984:  Columbia, SC – Carolina Coliseum
- 18 lutego 1984:  Raleigh, NC – Reynolds Coliseum
- 19 lutego 1984:  Augusta, GA – James Brown Arena
- 22 lutego 1984:  Atlanta, GA – The Omni
- 23 lutego 1984:  Atlanta, GA - The Omni
- 7 marca 1984:  Pittsburgh, PA – Civic Arena
- 8 marca 1984:  Cincinnati, OH – Cincinnati Gardens
- 9 marca 1984:  Cincinnati, OH - Cincinnati Gardens
- 11 marca 1984:  St. Paul, MN – St. Paul Civic Center
- 13 marca 1984:  Rosemont, IL – Rosemont Horizon
- 14 marca 1984:  Cleveland, OH – Richfield Coliseum
- 16 marca 1984:  Worcester, MA – Worcester Centrum
- 17 marca 1984:  Providence, RI – Providence Civic Center
- 18 marca 1984:  Providence, RI - Providence Civic Center
- 20 marca 1984:  Philadelphia, PA – The Spectrum
- 21 marca 1984:  Philadelphia, PA - The Spectrum
- 22 marca 1984:  Buffalo, NY – Memorial Auditorium
- 24 marca 1984:  New Haven, CT – New Haven Coliseum
- 25 marca 1984:  Largo, MD – Capital Center
- 26 marca 1984:  Largo, MD - Capital Center
- 29 marca 1984:  Hartford, CT – Hartford Civic Center
- 30 marca 1984:  New York, NY – Madison Square Garden
- 31 marca 1984:  New York, NY - Madison Square Garden
- 1 kwietnia 1984:  East Rutherford, NJ – Meadowlands Arena
- 2 kwietnia 1984:  East Rutherford, NJ - Meadowlands Arena
- 3 kwietnia 1984:  East Rutherford, NJ - Meadowlands Arena
- 5 kwietnia 1984:  Detroit, MI – Cobo Hall
- 6 kwietnia 1984:  Detroit, MI - Cobo Hall

### Stany Zjednoczone i Kanada
- 14 kwietnia 1984:  Uniondale, NY – Nassau Veterans Memorial Coliseum
- 17 kwietnia 1984:  Toronto, ON, Canada – Maple Leaf Gardens
- 19 kwietnia 1984:  Montreal, QU, Canada – Montreal Forum
- 21 kwietnia 1984:  Quebec City, QU, Canada – Colisée Pepsi
- 25 kwietnia 1984:  Winnipeg, MA, Canada – Winnipeg Arena
- 27 kwietnia 1984:  Calgary, AB, Canada – Olympic Saddledome
- 28 kwietnia 1984:  Edmonton, AB, Canada – Northlands Coliseum
- 30 kwietnia 1984:  Seattle, WA – Seattle Center Coliseum
- 1 maja 1984:  Vancouver, BC, Canada – Pacific Coliseum
- 2 maja 1984:  Portland, OR – Memorial Coliseum
- 4 maja 1984:  Boise, ID – BSU Pavilion
- 5 maja 1984:  Pocatello, ID – Holt Arena
- 7 maja 1984:  Reno, NV – Lawlor Events Center
- 9 maja 1984:  San Francisco, CA – Cow Palace
- 10 maja 1984:  San Francisco, CA - Cow Palace
- 11 maja 1984:  San Francisco, CA - Cow Palace
- 13 maja 1984:  Inglewood, CA – Great Western Forum
- 14 maja 1984:  Inglewood, CA - Great Western Forum
- 15 maja 1984:  Las Vegas, NV – Thomas & Mack Center
- 17 maja 1984:  Phoenix, AZ – Arizona Veterans Memorial Coliseum
- 19 maja 1984:  Phoenix, AZ - Arizona Veterans Memorial Coliseum
- 20 maja 1984:  San Diego, CA – San Diego Sports Arena
- 21 maja 1984:  San Diego, CA - San Diego Sports Arena
- 22 maja 1984:  San Diego, CA - San Diego Sports Arena

### Stany Zjednoczone
- 2 czerwca 1984:  Denver, CO – McNichols Sports Arena
- 3 czerwca 1984:  Denver, CO - McNichols Sports Arena
- 5 czerwca 1984:  Salt Lake City, UT – Salt Palace
- 7 czerwca 1984:  Albuquerque, NM – Tingley Coliseum
- 8 czerwca 1984:  Albuquerque, NM - Tingley Coliseum
- 10 czerwca 1984:  Austin, TX – Frank Erwin Center
- 11 czerwca 1984:  San Antonio, TX – Freeman Coliseum
- 13 czerwca 1984:  Baton Rouge, LA – River Center Arena
- 15 czerwca 1984:  Oklahoma City, OK – Myriad Convention Center
- 16 czerwca 1984:  Oklahoma City, OK - Myriad Convention Center
- 17 czerwca 1984:  Wichita, KS – Kansas Coliseum
- 20 czerwca 1984:  Kansas City, MO – Kemper Arena
- 21 czerwca 1984:  Kansas City, MO - Kemper Arena
- 23 czerwca 1984:  Omaha, NE – Omaha Civic Auditorium
- 24 czerwca 1984:  Omaha, NE - Omaha Civic Auditorium
- 26 czerwca 1984:  St. Louis, MO – The Checkerdome
- 27 czerwca 1984:  St. Louis, MO - The Checkerdome
- 29 czerwca 1984:  Peoria, IL – Peoria Civic Center
- 30 czerwca 1984:  Fort Wayne, IN – War Memorial Coliseum
- 1 lipca 1984:  Rockford, IL – Rockford Metro Center
- 3 lipca 1984:  Madison, WI – Wisconsin Field House
- 5 lipca 1984:  Indianapolis, IN – Market Square Arena
- 6 lipca 1984:  Indianapolis, IN - Market Square Arena
- 7 lipca 1984:  Evansville, IN – Roberts Municipal Stadium
- 10 lipca 1984:  Austin, TX - Frank Erwin Center
- 11 lipca 1984:  Houston, TX – Houston Summit
- 12 lipca 1984:  Houston, TX - Houston Summit
- 14 lipca 1984:  Dallas, TX – Reunion Arena
- 15 lipca 1984:  Dallas, TX - Reunion Arena
- 16 lipca 1984:  Dallas, TX - Reunion Arena